# Antonio Ubaldo Rattín
Antonio Ubaldo Rattín (Tigre, Provincia de Buenos Aires, Argentina, 16 de mayo de 1937) es un exfutbolista profesional, exentrenador y político argentino. Es ídolo del Club Atlético Boca Juniors donde jugó 382 partidos, convirtió 28 goles, ganó seis títulos nacionales y salió subcampeón de la Copa Libertadores de América 1963. 
Se desempeñaba como mediocampista defensivo y se caracterizaba por su destacada presencia en la mitad de la cancha, debido en buena parte a su elevada estatura (1,90 m), y con base en su ubicación, tenacidad, control de balón, voz de mando y valentía; convirtiéndose así en un referente de dicho sector del campo de juego.
Es considerado uno de los máximos símbolos e ídolos en la historia del Club Atlético Boca Juniors, institución de la cual surgió como futbolista y en la que se mantuvo a lo largo de toda su carrera, formando parte de las filas del conjunto «xeneize» durante 14 años y conquistando un total de cinco títulos. Los medios periodísticos de la época y los aficionados del club, lo bautizaron como "el alma de Boca".
Fue internacional con la Selección Argentina durante 10 años, y participó en dos Copas del Mundo consecutivas (1962 y 1966), siendo capitán del combinado nacional en esta última. Además, disputó dos Copa América, en las ediciones 1959 y 1967. Con la Albiceleste se consagró campeón de la Copa de las Naciones en 1964, un torneo de selecciones organizado por la Confederación Brasileña de Fútbol, que enfrentaba a las selecciones de Argentina, Brasil, Inglaterra y Portugal.
En 2015, fue inmortalizado con una estatua en el Museo de la Pasión Boquense, en honor a su trayectoria como futbolista y su idolatría dentro del Club Atlético Boca Juniors.

## Biografía

### Como jugador

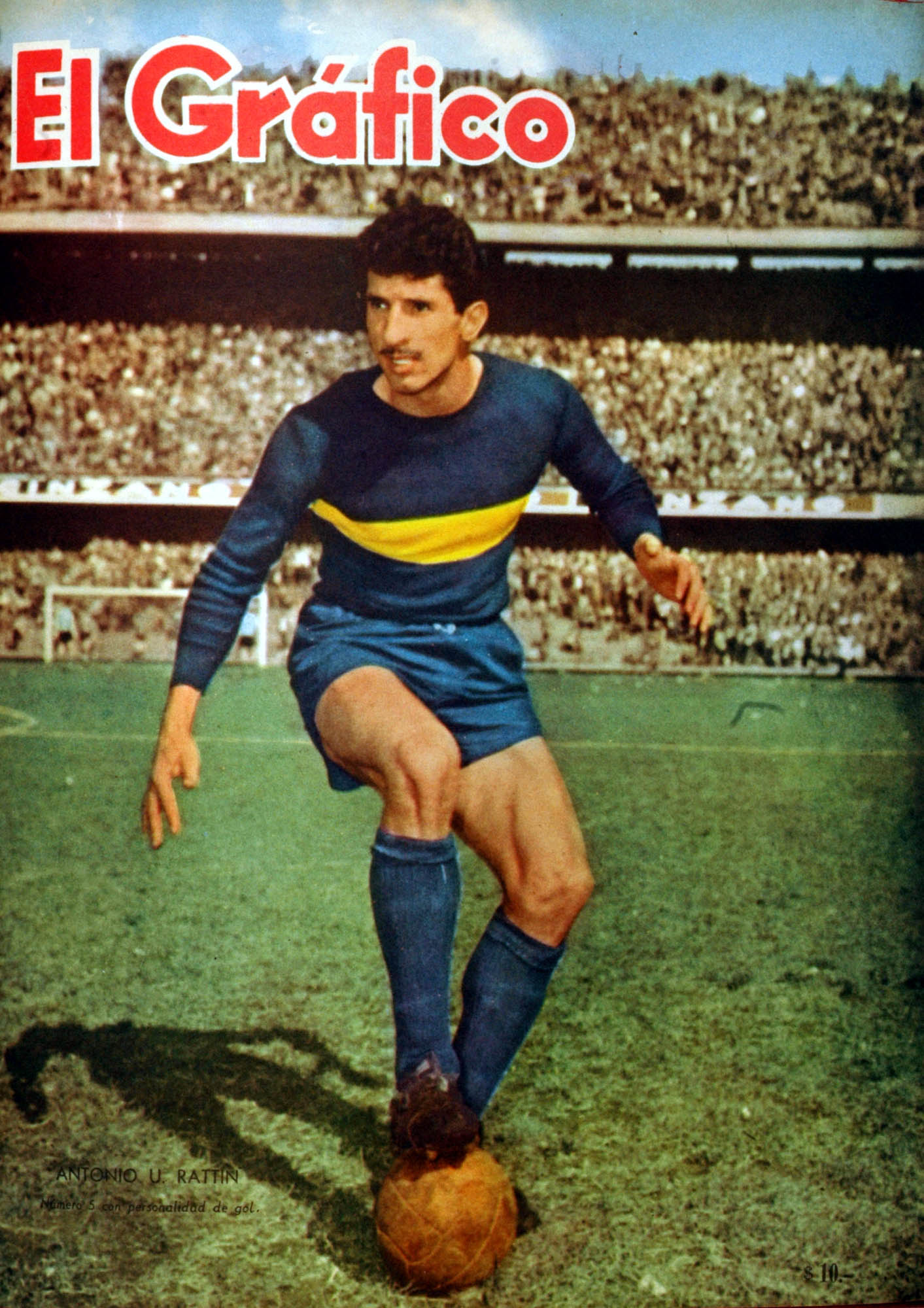
Rattín, figura de Boca Juniors, siendo tapa de El Gráfico en 1960.

Desarrolló toda su carrera deportiva en Boca Juniors, institución en cuyas divisiones inferiores ingresó en 1955 proveniente del Club Atlético Tigre. 
Debutó en Primera División en 1956, con apenas 19 años de edad. Medio volante de grandes condiciones físicas, con Boca consiguió cinco títulos, en 1962, 1964, 1965, 1969 y Copa Argentina 1969.

### Como entrenador
Como entrenador dirigió a Estudiantes de Río Cuarto y Gimnasia y Esgrima La Plata en 1976 y 1979, respectivamente.
Fue entrenador de Boca Juniors, con quién disputó el campeonato Metropolitano 1980. La primera rueda del torneo fue difícil, perdiendo muchos encuentros pero pudo remontar en la segunda rueda, en donde mantuvo una racha de doce partidos invictos, finalizando en el séptimo puesto del torneo. Al año siguiente, el equipo realizó una mala campaña en el Nacional 1980 y quedó eliminado en la primera ronda. No volvió a dirigir desde entonces.

## Clubes

### Como jugador
Rattín estuvo toda su carrera en Boca Juniors y a lo largo de sus 14 temporadas en el club se convirtió en ídolo y símbolo de la institución xeneize, donde en el año 2015 se inauguró una estatua en su honor. Es junto a Natalio Agustín Pescia, Ricardo Enrique Bochini, Miguel Ángel Russo, Reinaldo Merlo Guillermo Daniel Ríos y Ariel Ricardo Cafferata los únicos futbolistas que desarrollaron toda su carrera en un solo club en el fútbol argentino.
| Club         | País      | Año       |
| ------------ | --------- | --------- |
| Boca Juniors | Argentina | 1956-1970 |

### Como entrenador
| Club                            | País      | Año       |
| ------------------------------- | --------- | --------- |
| Asociación Atlética Estudiantes | Argentina | 1976-1977 |
| Gimnasia y Esgrima La Plata     | Argentina | 1977      |
| Tigre                           | Argentina | 1977      |
| Gimnasia y Esgrima La Plata     | Argentina | 1979      |
| Boca Juniors                    | Argentina | 1980      |

## Selección nacional

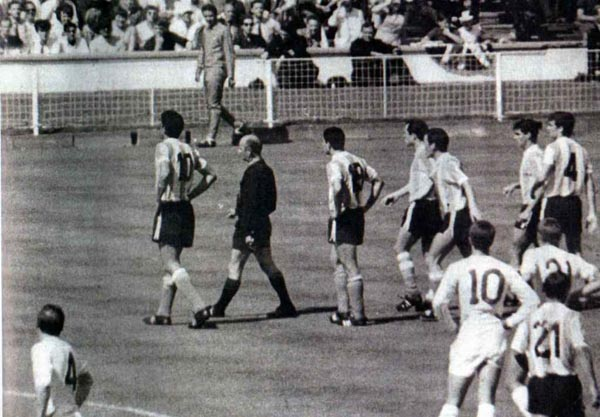
Rattín es expulsado en el histórico partido frente a Inglaterra en la Copa Mundial de 1966.

Fue internacional con la selección de fútbol de Argentina en 32 partidos, incluidos los correspondientes a dos ediciones de la Copa del Mundo, las disputadas en Chile (1962) e Inglaterra (1966); también participó en la Copa América disputada en Ecuador (1959) y Uruguay (1967).

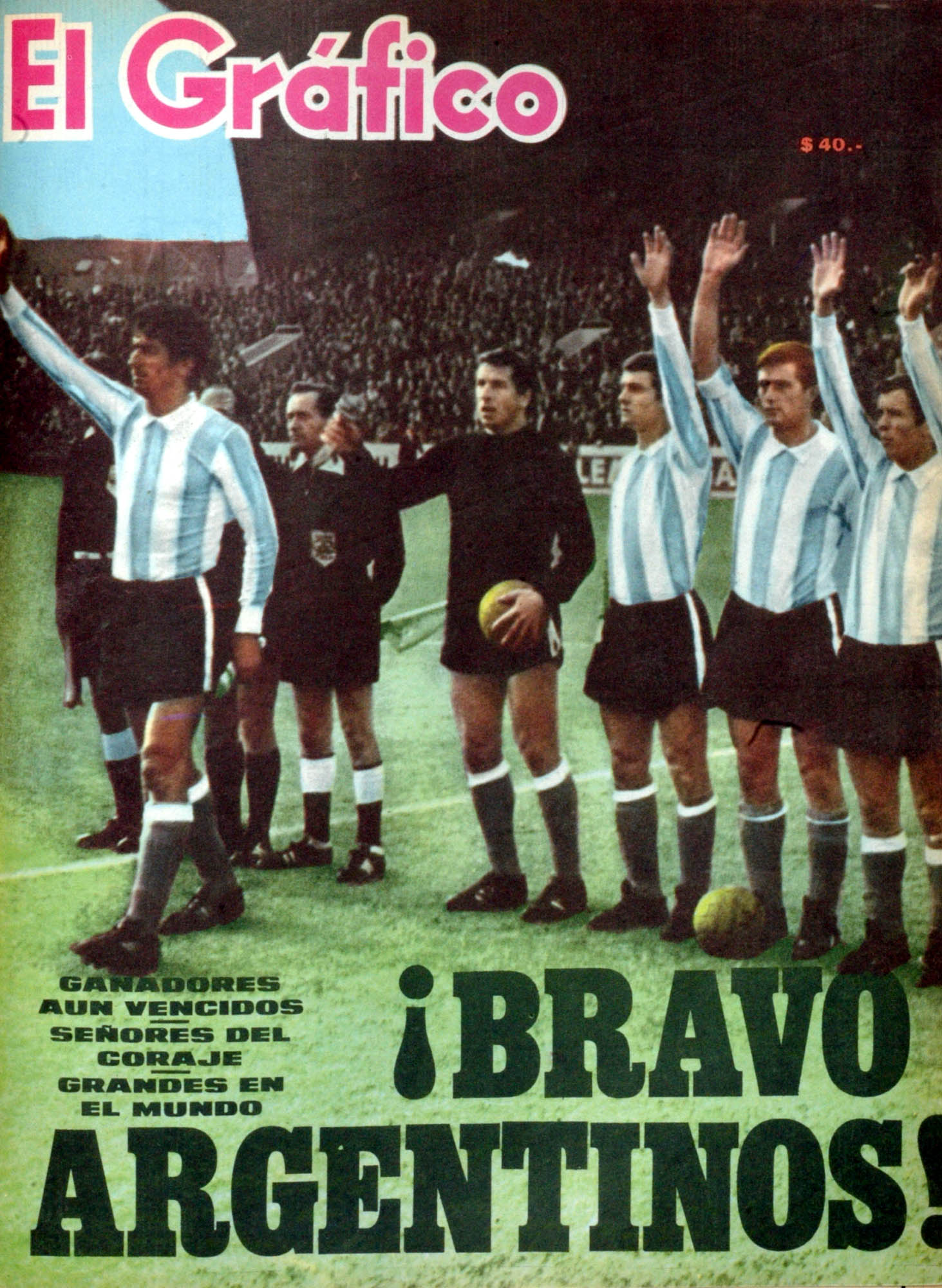
Rattín representando a la Selección Argentina en el Mundial de 1966.

En los cuartos de final de la Copa del Mundo de 1966, el seleccionado argentino jugó contra el equipo local, Inglaterra. En este partido, el árbitro alemán expulsó del campo de juego a Rattín, quien era el capitán del conjunto albiceleste y utilizaba la legendaria camiseta con el número 10. Ante las protestas del equipo argentino -que no entendía los motivos de la expulsión y pedía un traductor- el partido estuvo detenido alrededor de diez minutos, hasta que Rattín abandonó el campo, no sin antes apretar con fuerza y desprecio el banderín de córner con el emblema de Inglaterra, y luego, se sentó durante varios minutos en la alfombra roja destinada a la Reina. Este incidente, obligó a la FIFA a implementar el uso de tarjetas por parte de los árbitros.

### Participaciones en Copas del Mundo
| Mundial                        | Sede       | Resultado        | Partidos | Goles |
| ------------------------------ | ---------- | ---------------- | -------- | ----- |
| Copa Mundial de Fútbol de 1962 | Chile      | Primera fase     | 1        | 0     |
| Copa Mundial de Fútbol de 1966 | Inglaterra | Cuartos de final | 4        | 0     |

### Participaciones en Copas América
| Mundial           | Sede    | Resultado  |
| ----------------- | ------- | ---------- |
| Copa América 1959 | Ecuador | Subcampeón |
| Copa América 1967 | Uruguay | Subcampeón |

## Estadísticas
| Boca Juniors Argentina |        |     |    |    |   |    |   |     |    |
| 1.ª | 1956   | 14  | 1  | -  | - | -  | - | 14  | 1  |
| 1.ª | 1957   | 27  | 2  | -  | - | -  | - | 27  | 2  |
| 1.ª | 1958   | 15  | 0  | 8  | 0 | -  | - | 23  | 0  |
| 1.ª | 1959   | 25  | 0  | -  | - | -  | - | 25  | 0  |
| 1.ª | 1960   | 30  | 4  | -  | - | -  | - | 30  | 4  |
| 1.ª | 1961   | 30  | 1  | -  | - | -  | - | 30  | 1  |
| 1.ª | 1962   | 27  | 2  | -  | - | -  | - | 27  | 2  |
| 1.ª | 1963   | 22  | 0  | -  | - | 8  | 0 | 30  | 0  |
| 1.ª | 1964   | 23  | 2  | -  | - | -  | - | 23  | 2  |
| 1.ª | 1965   | 33  | 1  | -  | - | 7  | 2 | 40  | 3  |
| 1.ª | 1966   | 28  | 5  | -  | - | 2  | 0 | 30  | 5  |
| 1.ª | M 1967 | 11  | 0  | -  | - | -  | - | 11  | 0  |
| 1.ª | N 1967 | 9   | 2  | -  | - | -  | - | 9   | 2  |
| 1.ª | M 1968 | 21  | 2  | -  | - | -  | - | 21  | 2  |
| 1.ª | N 1968 | 15  | 3  | -  | - | -  | - | 15  | 3  |
| 1.ª | M 1969 | 17  | 1  | 4  | 0 | -  | - | 21  | 1  |
| 1.ª | M 1970 | 5   | 0  | -  | - | 1  | 0 | 6   | 0  |
| Total | Total  | 352 | 26 | 12 | 0 | 18 | 2 | 382 | 28 |
| (1) Las copas nacionales se refiere a la Copa Suecia (1958) y Copa Argentina (1969) . (2) Las copas internacionales se refiere a la Copa Libertadores (1963, 1965, 1966, 1970) . (3) Media de goles por encuentro. No incluye goles en partidos amistosos. |        |     |    |    |   |    |   |     |    |

### Selección nacional
| Selección | Año   | Amistoso | Amistoso | Eliminatorias | Eliminatorias | Copa América | Copa América | Mundial | Mundial | Total | Total |
| Selección | Año   | PJ       | G        | PJ            | G             | PJ           | G            | PJ      | G       | PJ    | G     |
| --------- | ----- | -------- | -------- | ------------- | ------------- | ------------ | ------------ | ------- | ------- | ----- | ----- |
| Argentina | 1959  | 1        | 0        | -             | -             | 2            | 0            | -       | -       | 3     | 0     |
| Argentina | 1961  | 2        | 0        | -             | -             | -            | -            | -       | -       | 2     | 0     |
| Argentina | 1962  | 3        | 0        | -             | -             | -            | -            | 1       | 0       | 4     | 0     |
| Argentina | 1963  | 2        | 0        | -             | -             | -            | -            | -       | -       | 2     | 0     |
| Argentina | 1964  | 7        | 1        | -             | -             | -            | -            | -       | -       | 7     | 1     |
| Argentina | 1965  | 4        | 0        | 3             | 0             | -            | -            | -       | -       | 7     | 0     |
| Argentina | 1966  | 1        | 0        | -             | -             | -            | -            | 4       | 0       | 5     | 0     |
| Argentina | 1967  | -        | -        | -             | -             | 1            | 0            | -       | -       | 1     | 0     |
| Argentina | 1969  | 1        | 0        | 1             | 0             | -            | -            | -       | -       | 2     | 0     |
| Total     | Total | 21       | 1        | 4             | 0             | 3            | 0            | 5       | 0       | 33    | 1     |

## Palmarés

### Campeonatos nacionales
| Título           | Equipo       | País      | Año    |
| ---------------- | ------------ | --------- | ------ |
| Primera División | Boca Juniors | Argentina | 1962   |
| Primera División | Boca Juniors | Argentina | 1964   |
| Primera División | Boca Juniors | Argentina | 1965   |
| Copa Argentina   | Boca Juniors | Argentina | 1969   |
| Primera División | Boca Juniors | Argentina | N-1969 |
| Primera División | Boca Juniors | Argentina | N-1970 |

### Distinciones individuales
| Distinción    | Club         |
| ------------- | ------------ |
| One Club Man* | Boca Juniors |

(*) Futbolistas que transitaron toda su carrera profesional en un mismo equipo.

## Participación en política
Antonio Ubaldo Rattín incursionó en la política de la mano del ex-subcomisario Luis Abelardo Patti. Fue Diputado de la Nación Argentina por el partido de centroderecha PAUFE (Partido Unidad Federalista) entre 2001 y 2005. Entre 2005 y 2009 fue de concejal por el Frente Justicialista, en el Partido de Vicente López, Zona Norte del Gran Buenos Aires.

## Filmografía
- Paula contra la mitad más uno (1971) ...Cameo